# نوک‌شاخ تاج‌دار
 نوک‌شاخ تاج‌دار (نام علمی: Tockus alboterminatus) نام یک گونه از تیره نوک‌شاخ است.